# Statskonsult
Statskonsult AS è stata una società norvegese di proprietà del governo che forniva servizi di consulenza gestionale relativi alla ristrutturazione e alla riforma del governo. È stato creato nel 1947 come ufficio di razionalizzazione, in seguito la direzione della razionalizzazione. Venne creata nel 1947 come Ufficio di razionalizzazione (Rasjonaliseringskontoret), poi Direttorato di razionalizzazione. Solo nel 1987 si arrivò alla titolazione "Statskonsult". 
La conversione ad una azienda limitata arrivò il primo gennaio 2004, di proprietà del Ministero dell'amministrazione del governo e della riforma con l'intenzione di competere con altre società di consulenza entro tre anni, ma il cambio di governo dopo le elezioni del 2005 cambiò i piani. Statsonsult venne fusa con Norge.no e il E-handelssekretariatet il primo luglio 2007, per formare il Difi.